# Stargazer (canción de A9)
«Stargazer» es el décimo sexto sencillo lanzado por la banda de J-Rock A9.

## Lista de canciones

### Edición Limitada
1. "Stargazer"
2. "Shinkirou" (蜃気楼)

### Tipo A y B
1. "Stargazer"
2. "Shinkirou" (蜃気楼)
3. "Karma" (カルマ)

- Datos: Q2889219